# Walpole St Andrew
Walpole St Andrew är en by i civil parish Walpole, i distriktet King's Lynn and West Norfolk, i grevskapet Norfolk i England. Byn är belägen 12 km från King's Lynn. Walpole St Andrew var en civil parish fram till 1988 när blev den en del av Walpole och Walpole Cross Keys. Civil parish hade 625 invånare år 1961.